# دايفيد سي. إتش. أوستين
دايفيد سي. إتش. أوستين (بالإنجليزية: David C. H. Austin)‏  (و. 1926 – 2018 م) هو عالم نبات، وبستاني ‏، وبستاني، وكاتب، وrose breeder ‏ بريطاني، ولد في إنجلترا، توفي في شروبشاير، عن عمر يناهز 92 عاماً.

## جوائز
حصل على جوائز منها:
- Victoria Medal of Honour [الإنجليزية]‏ (2002)
- Veitch Memorial Medal [الإنجليزية]‏ (1994)
- نيشان الامبراطورية البريطانية من رتبة ضابط.